# Chuluota
Chuluota statisztikai település az USA Florida államában, Seminole megyében. Lakosainak száma 2524 fő (2020. április 1.).

## Népesség
A település népességének változása:

| 2010 | 2 483 |
| 2020 | 2 524 |